# イスラーム・エルシャハビ
イスラーム・エルシャハビ（Islam El Shehaby 1982年8月1日- ）はエジプト出身の柔道選手。階級は100kg超級。身長195cm。体重125kg。

## 人物
アフリカ選手権では10代の頃から活躍していたが、2004年アテネオリンピックでは初戦で敗れた。2008年北京オリンピックでは3回戦で国士舘大学の石井慧に大内刈で一本負けを喫した。2009年に入るとそれまでのアフリカ選手権だけでなく、IJFグランプリシリーズでも活躍し始めた。2010年の世界選手権では3位となって、エジプト勢としてモハメド・ラシュワン以来23年ぶりにこの階級にメダルをもたらした。しかし、2011年の世界選手権では初戦で敗れた。2012年のワールドマスターズ2012準決勝では、上川大樹の移腰で負傷して棄権負けした。ロンドンオリンピックでは初戦で敗れた。2016年のリオデジャネイロオリンピックでは初戦でイスラエルのオル・サッソンに敗れた。その直後にサッソンが握手を求めるとエルシャハビは後ずさりをしてこれを拒み、畳から降りようとした。しかし、審判に呼び戻されて一礼はした。エルシャハビは自国の強硬派やマスコミからイスラエルとの対戦を拒否するように盛んに圧力がかけられていたという。それでも本人の意思により試合には出場したものの、握手は拒むこととなった。IJFによれば、柔道の試合で礼をすることは義務だが、握手は各選手の任意であるとの見解を示しており、この件で処分を科すか決まっていないという。一方でIOCは、「五輪精神に反した行動で受け入れることはできない」として事実関係を調査した結果、オリンピックにおけるフェアプレーと友好精神に悖る行為だと認めて厳重注意処分とした。また、エジプトオリンピック委員会にも選手への適切な教育を求めることとなった。後に本人は次のような釈明を行った。「試合の棄権を求める声もあり、試合前から重圧があった。柔道のルールを守った上で、（イスラエルを敵視する）アラブ人やイスラム教徒の感情を尊重し、握手は拒むことを決めた」「相手選手は過去にエジプト選手に握手を拒まれたことがある。私が握手を拒むと分かっていて、あえて近づいてきた。世界が注目する中、問題を政治化したのは相手選手だ」。

## 主な戦績
(階級表記のない大会は全て100kg超級での成績)
- 1999年 - パンアラブ競技大会　優勝
- 2001年 - アフリカ選手権　100kg級　2位　無差別　3位
- 2002年 - アフリカ選手権　100kg超級　優勝
- 2003年 - 韓国国際　3位
- 2004年 - アフリカ選手権　100kg超級　3位　無差別　優勝
- 2005年 - アフリカ選手権　100kg超級　2位　無差別　2位
- 2005年 - 地中海競技大会　3位
- 2005年 - 青島国際　100kg超級　3位　無差別　3位
- 2006年 - アフリカ選手権　100kg超級　2位　無差別　5位
- 2008年 - アフリカ選手権　100kg超級　2位　無差別　優勝
- 2008年 - スペイン国際　3位
- 2009年 - アフリカ選手権　100kg超級　優勝　無差別　優勝
- 2009年 - 地中海競技大会　3位
- 2009年 - グランプリ・アブダビ　優勝
- 2009年 - グランプリ・青島　3位
- 2009年 - ワールドカップ・スウォン　2位
- 2010年 - ワールドマスターズ2010　5位
- 2010年 - ワールドカップ・ウィーン　3位
- 2010年 - グランプリ・デュッセルドルフ　優勝
- 2010年 - アフリカ選手権　100kg超級　優勝　無差別　2位
- 2010年 - ワールドカップ・カイロ　優勝
- 2010年 - グランドスラム・リオデジャネイロ　3位
- 2010年 - グランドスラム・モスクワ　優勝
- 2010年 - 世界選手権　3位
- 2010年 - グランプリ・アブダビ　2位
- 2010年 - グランドスラム・東京　5位
- 2011年 - ワールドマスターズ2011　2位
- 2011年 - アフリカ選手権　100kg超級　優勝　無差別　優勝
- 2011年 - グランプリ・バクー　優勝
- 2011年 - アフリカ競技大会　2位
- 2011年 - ワールドカップ・バクー　優勝
- 2011年 - グランプリ・アブダビ　3位
- 2011年 - グランプリ・青島　5位
- 2012年 - ワールドマスターズ2012　3位
- 2012年 - アフリカ選手権　2位
- 2013年 - アフリカ選手権　3位
- 2014年 - アフリカ選手権　2位
- 2014年 - 世界選手権　9位
- 2015年 - アフリカ選手権　2位
- 2015年 - 世界選手権　9位
- 2016年 - グランプリ・デュッセルドルフ　2位
- 2016年 -　グランプリ・アルマトイ　5位

(出典、JudoInside.com)。